# Amastus morosus
Amastus morosus là một loài bướm đêm thuộc phân họ Arctiinae, họ Erebidae.